# Gora Sinyukha
Gora Sinyukha är ett berg i Kazakstan. Det ligger i den norra delen av landet, 230 km norr om huvudstaden Astana. Toppen på Gora Sinyukha är 916 meter över havet.
Terrängen runt Gora Sinyukha är platt norrut, men söderut är den kuperad. Gora Sinyukha är den högsta punkten i trakten. Runt Gora Sinyukha är det mycket glesbefolkat, med 7 invånare per kvadratkilometer. Närmaste större samhälle är Sjtjutjinsk, 15,9 km söder om Gora Sinyukha. I omgivningarna runt Gora Sinyukha växer i huvudsak barrskog.